# Ахмед Ель-Мохаммаді
Ахмед Ейсса Ель-Мохаммаді Абдель Фаттах (араб. أحمد المحمدي; нар. 9 вересня 1987, Ель-Махалла-ель-Кубра) — єгипетський футболіст, півзахисник національної збірної Єгипту та англійського клубу «Астон Вілла».
У складі збірної — дворазовий володар Кубка африканських націй.

## Клубна кар'єра

### Ранні роки
Вихованець футбольної школи клубу «Газль Аль-Мехалла». Він почав грати за першу команду в 2004 році, коли йому було лише 17 років. У 2006 році Ахмед підписав контракт з клубом «ЕНППІ Клуб». Відіграв за каїрську команду наступні п'ять сезонів своєї ігрової кар'єри.  У «Газлі» аль-Мухаммади грав у нападі, але в новій команді він змістився на позицію правого захисника. За короткий час Ель-Мохаммаді привернув увагу декількох європейських клубів, однак керівництво ЕНППІ відмовлялося продавати свого футболіста. Влітку 2007 року клуб відхилив пропозицію німецької «Герти», оскільки єгиптян не влаштували фінансові вимоги німців. Потім гравець відмовився перейти на румунський «Рапід».

### «Сандерленд»
31 січня 2010 року клуб англійської Прем'єр-ліги «Сандерленд» спробував придбати гравця збірної Єгипту, оскільки єгиптянин зацікавив менеджера клубу Стіва Брюса, проте спроба не увінчалася успіхом. Крім англійців на Ель-Мохаммаді претендував «Брюгге», але ЕНППІ відхилив і пропозицію бельгійців по гравцю. Втім влітку єгиптяни все ж відгукнулися на пропозиції таких європейських клубів, як «Вест Бромвіч Альбіон» і «Сандерленд». Ель-Мохаммаді перейшов на правах оренди на сезон у стан «чорних котів».

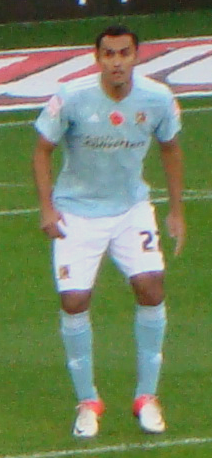
Ахмед Ель-Мохаммаді під час виступів за «Галл Сіті». 2012 рік.

Перший матч у складі «чорних котів» Ель-Мохаммаді зіграв в домашньому матчі проти «Бірмінгем Сіті», що завершився внічию 2:2. 9 червня «Сандерленд» викупив Ахмеда за 2 млн. фунтів, підписавши з гравцем контракт, розрахований до 2014 року. Втім вже в грудні 2011 року Стів Брюс покинув компнду, а новий тренер Мартін О'Нілл нечасто залучав гравця до гри.

### «Галл Сіті»
30 серпня 2012 року єгиптянин перейшов в «Галл Сіті» на правах оренди, де знову став грати під керівництвом свого колишнього тренера Стіва Брюса. 1 вересня дебютував за новий клуб у матчі проти «Болтона». Свій перший гол за «тигрів» Ахмед забив 18 вересня, в дербі проти «Лідс Юнайтед», також він відзначився двома гольовими передачами, таким чином взяв участь у всіх голах «тигрів» у цьому матчі.
16 січня «Сандерленд» вирішив повернути гравця, у зв'язку з великою кількістю травмованих, однак 31 січня «Галлу» все ж вдалося повернути гравця до кінця сезону. На щорічній церемонії 20 квітня був визнаний гравцем року, а за результатами сезону допоміг клуб вийти в Прем'єр-лігу. 28 червня 2013 року підписав повноцінний контракт з «Галл Сіті». В подальшому єгиптянин став основним гравцем клубу протягом наступних чотирьох сезонів, а найбільшим досягненням став матч фіналу кубка Англії 2014 року, в якому Ахмед відіграв всі 120 хвилин, втім його команда в додатковий час програла столичному «Арсеналу» (2:3). 23 червня 2016 року Ель-Мохаммаді підписав новий контракт на три роки з клубом, проте вже за результатами сезону 2016/17 клуб вилетів з Прем'єр-ліги.

### «Астон Вілла»
19 липня 2017 року Ель-Мохаммаді перейшов у бірмінгемську «Астон Віллу» за 1 млн фунтів стерлінгів. Особистий контракт футболіста був укладений на три роки. В «Астон Віллі» єгиптянин знову возз'єднався з тренером Стівом Брюсом, під керівництвом якого виступав в «Сандерленді» і «Галлі». Станом на 12 червня 2018 року відіграв за команду з Бірмінгема 43 матчі в національному чемпіонаті.

## Виступи за збірні
Протягом 2006—2007 років залучався до складу молодіжної збірної Єгипту і взяв участь у молодіжному кубку африканських націй 2007 року у Республіці Конго, де єгиптяни не змогли вийти з групи. Всього на молодіжному рівні зіграв у 7 офіційних матчах.
У серпні 2007 року дебютував в офіційних іграх у складі національної збірної Єгипту у товариському матчі з Кот-д'Івуаром, який був зіграний в Парижі. Ахмед зіграв у восьми з дев'яти кваліфікаційних матчів до Кубку африканських націй 2008 року у Гані, після чого у увійшов в остаточний склад збірної і на сам турнір, здобувши того року титул континентального чемпіона.
Наступного року зіграв з командою на Кубку конфедерацій 2009 року у ПАР, де в матчі з Бразилією на 90-й хвилині був видалений за навмисну гру рукою на лінії власних воріт після удару Лусіо. Пенальті без проблем реалізував Кака і бразильці здобули перемогу з рахунком 4:3. 
У 2010 році єгиптяни з Ахмедом захистили звання континентальних чемпіонів на турнірі в Анголі. Саме на цьому змаганні Ель-Мохаммаді 28 січня 2010 року забив перший гол за збірну у ворота Беніну (2:0). Після цього «фараони» не кваліфікувались і пропустили три континентальні турніри поспіль (2012, 2013 та 2015 років) і пробились лише на Кубок африканських націй 2017 року у Габоні. На цьому турнірі Ель-Мохаммаді зіграв у чотирьох матчах, включно з фіналом, і здобув з командою срібні медалі турніру.
У кваліфікації на чемпіонат світу 2018 року у Росії Ель-Мохаммаді провів на полі всього 92 хвилини, програвши конкуренцію на правому краю захисту Ахмеду Фатхі, втім єгиптяни зуміли вперше за 18 років кваліфікуватись на «мундіаль», куди поїхав і Ель-Мохаммаді, але був запасним гравцем і на поле не виходив.
| Дата       | Місто                         | Господарі            | Результат               | Гості                | Турнір                                      | Голи | Примітки |
| ---------- | ----------------------------- | -------------------- | ----------------------- | -------------------- | ------------------------------------------- | ---- | -------- |
| 22-08-2007 | Париж                         | Кот-д'Івуар          | 0 – 0                   | Єгипет               | товариський матч                            | -    |          |
| 09-09-2007 | Бужумбура                     | Бурунді              | 0 – 0                   | Єгипет               | Відбір до Кубка африканських націй 2008     | -    |          |
| 13-10-2007 | Каїр                          | Єгипет               | 1 – 0                   | Ботсвана             | Відбір до Кубка африканських націй 2008     | -    |          |
| 17-10-2007 | Осака                         | Японія               | 4 – 1                   | Єгипет               | товариський матч                            | -    |          |
| 21-11-2007 | Порт-Саїд                     | Єгипет               | 0 – 0                   | Лівія                | товариський матч                            | -    |          |
| 25-11-2007 | Каїр                          | Єгипет               | 2 – 1                   | Саудівська Аравія    | товариський матч                            | -    | 57'      |
| 10-01-2008 | Абу-Дабі                      | Єгипет               | 1 – 0                   | Малі                 | товариський матч                            | -    |          |
| 13-01-2008 | Алверка-ду-Рібатежу           | Ангола               | 3 – 3                   | Єгипет               | товариський матч                            | -    | 72'      |
| 22-01-2008 | Кумасі                        | Єгипет               | 4 – 2                   | Камерун              | Кубок африканських націй 2008 - 1-й етап    | -    | 70'      |
| 26-01-2008 | Кумасі                        | Єгипет               | 3 – 0                   | Судан                | Кубок африканських націй 2008 - 1-й етап    | -    | 80'      |
| 26-03-2008 | Каїр                          | Єгипет               | 0 – 2                   | Аргентина            | товариський матч                            | -    | 73'      |
| 01-06-2008 | Каїр                          | Єгипет               | 2 – 1                   | ДР Конго             | Відбір до ЧС 2010                           | -    | 62'      |
| 07-06-2008 | Джибуті                       | Джибуті              | 0 – 4                   | Єгипет               | Відбір до ЧС 2010                           | -    | 46'      |
| 14-06-2008 | Блантайр                      | Малаві               | 1 – 0                   | Єгипет               | Відбір до ЧС 2010                           | -    | 69'      |
| 22-06-2008 | Каїр                          | Єгипет               | 2 – 0                   | Малаві               | Відбір до ЧС 2010                           | -    | 21' 90'  |
| 20-08-2008 | Хартум                        | Судан                | 4 – 0                   | Єгипет               | товариський матч                            | -    | 46'      |
| 07-09-2008 | Кіншаса                       | ДР Конго             | 0 – 1                   | Єгипет               | Відбір до ЧС 2010                           | -    |          |
| 12-10-2008 | Каїр                          | Єгипет               | 4 – 0                   | Джибуті              | Відбір до ЧС 2010                           | -    | 64'      |
| 19-11-2008 | Каїр                          | Єгипет               | 5 – 1                   | Бенін                | товариський матч                            | -    |          |
| 23-01-2009 | Каїр                          | Єгипет               | 1 – 0                   | Кенія                | товариський матч                            | -    |          |
| 11-02-2009 | Каїр                          | Єгипет               | 2 – 2                   | Гана                 | товариський матч                            | -    |          |
| 29-03-2009 | Каїр                          | Єгипет               | 1 – 1                   | Замбія               | Відбір до ЧС 2010                           | -    |          |
| 30-05-2009 | Маскат                        | Оман                 | 0 – 1                   | Єгипет               | товариський матч                            | -    |          |
| 15-06-2009 | Блумфонтейн                   | Бразилія             | 4 – 3                   | Єгипет               | Кубок Конфедерацій                          | -    | 75' 89'  |
| 21-06-2009 | Рустенбург                    | Єгипет               | 0 – 3                   | США                  | Кубок Конфедерацій                          | -    | 83'      |
| 05-07-2009 | Каїр                          | Єгипет               | 3 – 0                   | Руанда               | Відбір до ЧС 2010                           | -    |          |
| 12-08-2009 | Каїр                          | Єгипет               | 3 – 3                   | Гвінея               | товариський матч                            | -    | 50'      |
| 05-11-2009 | Асуан                         | Єгипет               | 5 – 1                   | Танзанія             | товариський матч                            | -    |          |
| 14-11-2009 | Каїр                          | Єгипет               | 2 – 0                   | Алжир                | Відбір до ЧС 2010                           | -    |          |
| 18-11-2009 | Омдурман                      | Алжир                | 1 – 0                   | Єгипет               | Відбір до ЧС 2010                           | -    |          |
| 29-12-2009 | Каїр                          | Єгипет               | 1 – 1                   | Малаві               | товариський матч                            | -    | 46'      |
| 04-01-2010 | Дубай (місто)                 | Єгипет               | 1 – 0                   | Малі                 | товариський матч                            | -    | 55'      |
| 12-01-2010 | Бенгела                       | Єгипет               | 3 – 1                   | Нігерія              | Кубок африканських націй 2010 - 1-й етап    | -    | 56'      |
| 16-01-2010 | Бенгела                       | Єгипет               | 2 – 0                   | Мозамбік             | Кубок африканських націй 2010 - 1-й етап    | -    | 48'      |
| 20-01-2010 | Бенгела                       | Єгипет               | 2 – 0                   | Бенін                | Кубок африканських націй 2010 - 1-й етап    | 1    |          |
| 25-01-2010 | Бенгела                       | Єгипет               | 3 – 1 д.ч.              | Камерун              | Кубок африканських націй 2010 - чвертьфінал | -    | 40'      |
| 28-01-2010 | Бенгела                       | Алжир                | 0 – 4                   | Єгипет               | Кубок африканських націй 2010 - Semifinale  | -    |          |
| 31-01-2010 | Луанда                        | Гана                 | 0 – 1                   | Єгипет               | Кубок африканських націй 2010 - Фінал       | -    | 51'      |
| 03-03-2010 | Лондон                        | Англія               | 3 – 1                   | Єгипет               | товариський матч                            | -    |          |
| 11-08-2010 | Каїр                          | Єгипет               | 6 – 3                   | ДР Конго             | товариський матч                            | -    |          |
| 05-09-2010 | Каїр                          | Єгипет               | 1 – 1                   | Сьєрра-Леоне         | Відбір до Кубка африканських націй 2012     | -    |          |
| 10-10-2010 | Бангі                         | Нігер                | 1 – 0                   | Єгипет               | Відбір до Кубка африканських націй 2012     | -    |          |
| 17-11-2010 | Каїр                          | Єгипет               | 3 – 0                   | Австралія            | товариський матч                            | -    | 54'      |
| 26-03-2011 | Йоганнесбург                  | ПАР                  | 1 – 0                   | Єгипет               | Відбір до Кубка африканських націй 2012     | -    |          |
| 05-06-2011 | Каїр                          | Єгипет               | 0 – 0                   | ПАР                  | Відбір до Кубка африканських націй 2012     | -    |          |
| 14-11-2011 | Доха                          | Бразилія             | 2 – 0                   | Єгипет               | товариський матч                            | -    |          |
| 29-02-2012 | Доха                          | Єгипет               | 1 – 0                   | Нігер                | товариський матч                            | -    |          |
| 02-03-2012 | Доха                          | Єгипет               | 0 – 0                   | ДР Конго             | товариський матч                            | -    | 46'      |
| 12-04-2012 | Дубай (місто)                 | Єгипет               | 3 – 2                   | Нігерія              | товариський матч                            | -    | 46'      |
| 14-04-2012 | Дубай (місто)                 | Єгипет               | 3 – 0                   | Мавританія           | товариський матч                            | -    | 46'      |
| 17-04-2012 | Дубай (місто)                 | Ірак                 | 0 – 0                   | Єгипет               | товариський матч                            | -    |          |
| 20-05-2012 | Омдурман                      | Єгипет               | 2 – 1                   | Камерун              | товариський матч                            | 1    | 74'      |
| 22-05-2012 | Омдурман                      | Єгипет               | 3 – 0                   | Того                 | товариський матч                            | -    | 64'      |
| 01-06-2012 | Александрія                   | Єгипет               | 2 – 0                   | Мозамбік             | Відбір до ЧС 2014                           | -    |          |
| 15-06-2012 | Александрія                   | Єгипет               | 2 – 3                   | ЦАР                  | Відбір до Кубка африканських націй 2013     | -    | 46'      |
| 15-08-2012 | Салала                        | Оман                 | 1 – 1                   | Єгипет               | товариський матч                            | -    |          |
| 12-10-2012 | Дубай (місто)                 | Єгипет               | 3 – 0                   | Республіка Конго     | товариський матч                            | -    | 64'      |
| 16-10-2012 | Абу-Дабі                      | Єгипет               | 0 – 1                   | Туніс                | товариський матч                            | -    |          |
| 14-11-2012 | Тбілісі                       | Грузія               | 0 – 0                   | Єгипет               | товариський матч                            | -    |          |
| 26-03-2013 | Александрія                   | Єгипет               | 2 – 1                   | Зімбабве             | Відбір до ЧС 2014                           | -    | 66'      |
| 04-06-2013 | Каїр                          | Єгипет               | 1 – 1                   | Ботсвана             | товариський матч                            | -    | 46'      |
| 09-06-2013 | Хараре                        | Зімбабве             | 2 – 4                   | Єгипет               | Відбір до ЧС 2014                           | -    | 62'      |
| 16-06-2013 | Мапуту                        | Мозамбік             | 0 – 1                   | Єгипет               | Відбір до ЧС 2014                           | -    | 46'      |
| 10-09-2013 | Червоне Море (губернаторство) | Єгипет               | 4 – 2                   | Гвінея               | товариський матч                            | -    | 85'      |
| 15-10-2013 | Кумасі                        | Гана                 | 6 – 1                   | Єгипет               | Відбір до ЧС 2014                           | -    | 40'      |
| 05-03-2014 | Інсбрук                       | Боснія і Герцеговина | 0 – 2                   | Єгипет               | товариський матч                            | -    | 55' 83'  |
| 30-05-2014 | Сантьяго                      | Чилі                 | 3 – 2                   | Єгипет               | товариський матч                            | -    | 37' 67'  |
| 04-06-2014 | Лондон                        | Ямайка               | 2 – 2                   | Єгипет               | товариський матч                            | -    |          |
| 05-09-2014 | Дакар                         | Сенегал              | 2 – 0                   | Єгипет               | Відбір до Кубка африканських націй 2015     | -    | 60'      |
| 19-11-2014 | Монастір                      | Туніс                | 2 – 1                   | Єгипет               | Відбір до Кубка африканських націй 2015     | -    |          |
| 26-03-2015 | Каїр                          | Єгипет               | 2 – 0                   | Екваторіальна Гвінея | товариський матч                            | -    | 57'      |
| 30-08-2016 | Александрія                   | Єгипет               | 1 – 1                   | Гвінея               | товариський матч                            | -    | 46'      |
| 08-01-2017 | Каїр                          | Єгипет               | 1 – 0                   | Туніс                | товариський матч                            | -    | 60'      |
| 25-01-2017 | Порт-Жантіль                  | Єгипет               | 1 – 0                   | Гана                 | Кубок африканських націй 2017 - 1-й етап    | -    |          |
| 29-1-2017  | Порт-Жантіль                  | Єгипет               | 1 – 0                   | Марокко              | Кубок африканських націй 2017 - чвертьфінал | -    |          |
| 1-2-2017   | Лібревіль                     | Буркіна-Фасо         | 1 – 1 д.ч. (3 – 4 п.п.) | Єгипет               | Кубок африканських націй 2017 - півфінал    | -    | 107'     |
| 5-2-2017   | Лібревіль                     | Єгипет               | 1 – 2                   | Камерун              | Кубок африканських націй 2017 - фінал       | -    |          |
| 28-3-2017  | Александрія                   | Єгипет               | 3 – 0                   | Того                 | товариський матч                            | -    |          |
| 8-10-2017  | Александрія                   | Єгипет               | 2 – 1                   | Республіка Конго     | Відбір до ЧС 2018                           | -    | 87'      |
| 12-11-2017 | Кейп-Кост                     | Гана                 | 1 – 1                   | Єгипет               | Відбір до ЧС 2018                           | -    |          |
| 27-3-2018  | Цюрих                         | Єгипет               | 0 – 1                   | Греція               | товариський матч                            | -    | кап.     |
| 1-6-2018   | Бергамо                       | Єгипет               | 0 – 0                   | Колумбія             | товариський матч                            | -    | 57'      |
| 6-6-2018   | Брюссель                      | Бельгія              | 3 – 0                   | Єгипет               | товариський матч                            | -    | 71'      |
| Усього     |                               | Матчів (18 місце)    | 83                      |                      | Голів                                       | 2    |          |

## Досягнення
- Володар Кубка африканських націй: 2008, 2010
- Срібний призер Кубка африканських націй: 2017

### Індивідуальні
- Футболіст року в «Галл Сіті»: 2012–13[8]